# Cypros
Cypros Ire, en grec ancien Κῦπρος (Ier siècle av. J.-C.), est une riche princesse nabatéenne dont la famille a des liens avec tous les roitelets d'Arabie. Elle est l'épouse d'Antipater, le principal conseiller d'Hyrcan II mais qui dans les faits gouverne la Judée. Après la conquête de la région par Pompée (63 av. J.-C.), Antipater devient gouverneur de Judée par décision des Romains, Hyrcan II devenant le dirigeant officiel de la Judée avec le titre de grand-prêtre. En 48 av. J.-C., Antipater est nommé procurateur de Judée.
Cypros est la mère d'Hérode le Grand qui deviendra roi de Judée en 37 av. J.-C. Du vivant de Cypros, Hérode est nommé stratège de Galilée en 47 av. J.-C., alors que Phasaël, le fils aîné, est stratège de Jérusalem. Les autres enfants de Cypros et Antipater sont Joseph, Phéroas, et une fille, Salomé.
Antipater, Hérode et Phasaël sont appuyés par le gouverneur de Syrie Sextus César, qui nomme Hérode stratège de Cœlé-Syrie et de Samarie en 46 av. J.-C.. Après le meurtre de César le 15 mars 44 av. J.-C., Antipater et son fils Hérode se rallient au gouverneur de Syrie, Caecilius Bassus, ex-partisan de Pompée, et lui versent un tribut de 700 talents. Cette « politique de pots-de-vin permet à Antipater et à ses fils d'être confirmés dans leurs fonctions. »
Antipater meurt empoisonné par Malichus qui rêvait de prendre sa place.